# 히로사키히가시코마에역
히로사키히가시코마에역(일본어: 弘前東高前駅)은 일본 아오모리현 히로사키시에 위치한 고난 철도 고난 선의 철도역이다. 단선 승강장 1면 1선의 구조를 갖춘 지상역이다.

## 역 주변
- 히로사키 히가시 고등학교

## 역사
- 1927년 9월 7일 : 마쓰모리마치역이 정류소로서 개업.
- 1929년
  - 3월 18일 : 정거장으로 승격됨.
  - 6월 17일 : 미나미히로사키역으로 개칭.
- 1984년 7월 1일 : 화물 취급이 폐지됨.
- 1985년 9월 1일 : 역 업무를 외부 위탁으로 함.
- 1988년 4월 1일 : 히가시코교코마에역으로 개칭.
- 2005년 4월 1일 : 히로사키 히가시 공업 고등학교의 개칭에 의해, 히로사키히가시코마에역으로 개칭.

## 인접 역
| 고난 철도 고난 선      | 고난 철도 고난 선 | 고난 철도 고난 선          |
| ---------------------- | ----------------- | -------------------------- |
| 히로사키 히로사키 방면 | ■ 고난 선         | 운도코엔마에 구로이시 방면 |